# Ateleute scalena
Ateleute scalena là một loài tò vò trong họ Ichneumonidae.